# 麻克類
詹姆斯·威廉·罗纳德·麻克類（英語：Sir James William Ronald Macleay，1870年7月9日—1943年3月5日），是英国的外交官，曾担任驻阿根廷、中国、捷克斯洛伐克公使。